# Комплекс виробництва олефінів у Голмуді
Комплекс виробництва олефінів у Голмуді — китайське виробництво вуглехімічної промисловості, розташоване у провінції Цінхай.
Компанія Qinghai Salt Lake здійснює випуск хімічної продукції на основі запасів солоного озера, розташованого в міському повіті Голмуд. Зокрема, вона продукує мономер вінілхлориду, для чого окрім хлору необхідний також етилен. Останній з 2017 року випускає власна установка синтезу олефінів з метанолу потужністю 330 тисяч тон на рік, при цьому отриманий на ній інший цільовий продукт – пропілен – споживає лінія поліпропілену потужністю 160 тисяч тон.
Зазначена установка потребує для своєї роботи 1 млн тон метанолу. Його продукує запущене в 2016 році виробництво, котре використовує технологію газифікації вугілля.